# Ga Gaehwasan
Ga Gaehwasan (Tiếng Hàn: 개화산역, Hanja: 開花山驛) là ga tàu điện ngầm trên Tàu điện ngầm vùng thủ đô Seoul tuyến 5.

## Bố trí ga
| Banghwa ↑               |
| \| W/B                  |
| ↓ Sân bay Quốc tế Gimpo |

| Hướng Tây  | ●Tuyến 5 | ← Hướng đi Banghwa                                  |
| Hướng Đông | ●Tuyến 5 | → Hướng đi Kkachisan · Hanam Geomdansan · Macheon → |

## Vùng lân cận
Trung tâm cộng đồng:
- Trung tâm cộng đồng Banghwa 1-dong
- Trung tâm cộng đồng Banghwa 2-dong
- Trung tâm hòa bình Gaehwa
- Mt. Gaehwa

Trường:
- Trường tiểu học Gaehwa
- Trường tiểu học Banghwa
- Trường trung học Banghwa
- Trường trung học Seongji
- Trường trung học phổ thông Seongji
- Trường trung học phổ thông sân bay
- Trường trung học phổ thông Hanseo